# 穆莱赫

位置

穆莱赫是墨西哥南下加利福尼亚州的一个市镇，位于该州最北端。该市镇总面积32,092.2 km² (12,777 sq mi)，居墨西哥全国第2位，仅次于恩森那达。该地总人口52,743。行政中心位于圣罗萨利亚。目前有将穆莱赫市镇一分为二的动议，目前尚未实行。